# Стратулат, Георгий Никонорович
Георгий Никонорович Стратулат (рум. Gheorghe Stratulat, укр. Георгій Ніканорович Стратулат; 13 декабря 1976) — молдавский и украинский футболист, полузащитник. Выступал за сборную Молдовы.

## Карьера

### Клубная
В 1992 году подписал контракт с «Зимбру», за который провёл один сезон в первом чемпионате Молдовы. Далее играл за «Синтезу» и «МХМ-93». В 1996 перешёл в «Нистру» Атаки. В 1999 году через агента Леонида Истрати перешёл в украинский «Днепр». В 2000 году перешёл в «Аланию», за которую в высшем дивизионе России дебютировал 29 июля в домашнем матче против нижегородского «Локомотива», выйдя на 77-й минуте матча на замену Игорю Тарловскому. В 2003 году вместе с Сергеем Кириловым перешёл в иранский клуб «Зоб Ахан». Завершил карьеру в клубе «Шардари» из Бендер-Аббаса.

### В сборной
С 1998 по 2001 годы выступал за национальную сборную Молдовы, провёл 16 матчей, забил один мяч.